# Trachydactylus
Trachydactylus is een geslacht van hagedissen dat behoort tot de gekko's (Gekkota) en de familie Gekkonidae.

## Naam en indeling
De wetenschappelijke naam van de groep werd voor het eerst voorgesteld door Georg Haas en James Clarence Battersby in 1959. Er zijn twee soorten, de hagedissen werden eerder aan het geslacht Bunopus toegekend.
De geslachtsnaam Trachydactylus betekent vrij vertaald 'ruwe vingers'.

## Verspreiding en habitat
De gekko's komen voor in delen van het Midden-Oosten en leven in de landen Oman, de Verenigde Arabische Emiraten en Jemen.

## Beschermingsstatus
Door de internationale natuurbeschermingsorganisatie IUCN is aan een soort een beschermingsstatus toegewezen. De soort Trachydactylus spatalurus wordt beschouwd als 'veilig' (Least Concern of LC).

## Soorten
Het geslacht omvat de volgende soorten, met de auteur en het verspreidingsgebied.
| Naam                      | Auteur         | Verspreidingsgebied                |
| ------------------------- | -------------- | ---------------------------------- |
| Trachydactylus hajarensis | Arnold, 1980   | Oman, Verenigde Arabische Emiraten |
| Trachydactylus spatalurus | Anderson, 1901 | Oman, Jemen                        |